# Steine (Nordland)
Pour les articles homonymes, voir Steine.
Steine est une localité du comté de Nordland, en Norvège.

## Géographie
Administrativement, Steine fait partie de la kommune de Vestvågøy.